# EUSA
Albums de Yann Tiersen
Infinity
(mai 2014) ALL
(février 2019)
EUSA est un album publié en septembre 2016, composé par Yann Tiersen en s'inspirant de l'île d'Ouessant (Eusa en langue bretonne), où il réside. Il est interprété uniquement au piano, et a été enregistré aux Studios Abbey Road. En arrière plan sonore on peut entendre des sons enregistrés sur place : vent, bruit de la mer, cris d'oiseaux...

## Liste des morceaux
Chacun des morceaux est lié à un endroit précis de l'île d'Ouessant.
|    | Nom             | Durée |
| -- | --------------- | ----- |
| 1  | Hent I          | 2:56  |
| 2  | Pern            | 4:26  |
| 3  | Hent II         | 1:15  |
| 4  | Porz Goret      | 4:56  |
| 5  | Lok Gweltaz     | 3:49  |
| 6  | Hent III        | 0:53  |
| 7  | Penn ar Roc'h   | 3:03  |
| 8  | Hent IV         | 3:22  |
| 9  | Kereon          | 2:45  |
| 10 | Hent V          | 1:07  |
| 11 | Yuzin           | 3:04  |
| 12 | Roc'h ar Vugale | 6:15  |
| 13 | Hent VI         | 0:42  |
| 14 | Penn ar Lann    | 3:57  |
| 15 | Hent VII        | 1:44  |
| 16 | Enez Nein       | 5:05  |
| 17 | Kadoran         | 1:17  |
| 18 | Hent VIII       | 6:30  |

## Critiques
Pour Les Inrocks, c'est un « recueil magnifique de compositions en solo, un hommage à l'île d'Ouessant ». Pour Le Devoir,  EUSA « révèle une sursensibilité sauvage d’une grande pureté où se distingue, intacte, la méthode Tiersen ». Pour RFI, c'est « une longue méditation, lumineuse et mystique, entre terres et mer ».